# Ернштедт, Виктор Карлович
Виктор Карлович Ернштедт (2 [14] декабря 1854, Санкт-Петербург — 8 [21] августа 1902, Санкт-Петербург) — российский филолог-классик и палеограф. Доктор греческой словесности, профессор Петербургского университета (с 1884), академик Петербургской академии наук (1898). Занимался преимущественно текстологической критикой сочинений античных авторов.

## Биография
Происходил из обрусевшей шведской семьи. Окончил частную гимназию Видемана в Санкт-Петербурге.
Окончив курс на историко-филологическом факультете Санкт-Петербургского университета, где учился в 1871—1875 гг., ученик Ф. Ф. Соколова. Посетил Лондон, Оксфорд и Кембридж для сличения рукописей аттических ораторов. Преподавал древние языки в прогимназии и (с 1877 г.) греческую словесность на родном факультете в alma mater.
В 1880 году получил степень магистра греческой словесности за диссертацию «Об основах текста Андокида Исея, Динарха, Антифонта и Ликурга». Позже провёл три года в Греции и Италии, занимаясь преимущественно эпиграфикой, а также археологией, средне- и новогреческой филологией; ездил в скандинавские земли с целью изучения хранящихся там греческих рукописей. В Грецию был командирован вместе с В. В. Латышевым по инициативе Соколова для подготовки к профессорской деятельности.
С 1883 года — приват-доцент, с 1884 — экстраординарный профессор Санкт-Петербургского университета, после защиты докторской диссертации — ординарный профессор.
Диссертацию на степень доктор греческой словесности «Порфириевские отрывки из аттической комедии» защитил в 1891 году (оппонировал П. В. Никитин). На двух клочках пергамента, известных уже Тишендорфу и поступивших вместе с собранием рукописей епископа Порфирия (Успенского) в Императорскую публичную библиотеку, Ернштедту удалось прочесть гораздо больше, чем кому бы то ни было до него, и доказать, что читаемые на них отрывки аттического комика принадлежат к «Фасме» (Привидению) Менандра. Ернштедтом была проведена любопытная реконструкция комедии: по словам П. В. Никитина 

благодаря догадливости, умению и учёности критика оживают эти мёртвые кости, эти бессмысленные отрывки слов, как они превращаются в целый ряд стихов, выражающих полную и довольно сложную мысль.

.
С 1891 года состоял редактором классического отдела «Журнала Министерства народного просвещения» и секретарём классического отделения Императорского Русского археологического общества. Адъюнкт Императорской Санкт-Петербургской академии наук по историко-филологическому отделению (классическая филология и археология) с 1 мая 1893 г., экстра(?)ординарный академик с 5 декабря 1898 г..
Его сын — российский и советский лингвист (эллинист и коптолог) Пётр Викторович Ернштедт (1890—1966); дочь — историк античного искусства и археолог Елена Викторовна Ернштедт (1888—1942).